# 5S (metodologia)
La metodologia 5S racchiude in cinque passaggi un metodo sistematico e ripetibile per l'ottimizzazione degli standard di lavoro e quindi per il miglioramento delle performance operative. 
Nato dalla tradizione giapponese dell'eliminazione di tutto ciò che è spreco (muda), l'obiettivo è quello di eliminare tutto ciò che non è strettamente funzionale all'attività svolta, indipendentemente dall'attività stessa.

## Origini e significato del termine
Il termine Metodo 5S trae spunto dalle iniziali della pronuncia occidentalizzata delle cinque parole giapponesi che sintetizzano i cinque passi che danno il ritmo alla metodologia:
1. Seiri - separare: separa ciò che ti serve da ciò che non è funzionale all'attività e quindi crea disturbo e disordine, quindi spreco di tempo o di risorse (muda); un termine alternativo con la S è scarta.
2. Seiton - riordinare: metti a posto tutto quello che è utile, il vecchio motto "ogni cosa al suo posto e un posto per ogni cosa"; un termine alternativo con la S è sistemare.
3. Seiso - pulire: tieni tale ordine costante e pulisci, un ambiente pulito ed ordinato è un ambiente che "non nasconde" le inefficienze (una logica molto in linea con il Total Quality Management TQM); un termine alternativo con la S è spazzare.
4. Seiketsu - sistematizzare o standardizzare: definisci delle metodologie ripetitive e canonizzate da utilizzare per continuare queste attività di razionalizzazione delle risorse e degli spazi lavorativi;
5. Shitsuke - diffondere o sostenere: fai che questo modo di pensare ed agire sia pervasivo per tutte le attività aziendali.

Il quinto passo (shitsuke) può anche essere inteso come allargamento delle 5S da esperimenti pilota ad altre attività che possono goderne.
Questa metodologia investe quindi un atteggiamento aziendale di miglioramento continuo, in modo che ogni giorno sia un giorno per il miglioramento e per scoprire altri Muda ed eliminarli: infatti se i primi tre passi possono essere svolti con poco sforzo, il cuore del miglioramento e del sistema è negli ultimi due che rendono l'attività costante e strutturale.

## Esempio di applicazione in azienda
Uno degli approcci più usati per rendere efficace la fase di seiri e seiton è quello detto dei cartellini rossi.
Si segnano con dei cartellini rossi tutti gli attrezzi, materiali o qualsiasi elemento oggetto di 5S che possono risultare inutili; in seguito vengono segregati in un'area di non utilizzo immediato. A fronte di un reclamo per l'utilizzo di un materiale con cartellino, il reclamante deve addurre motivazioni evidenti che non esiste alternativa utilizzabile senza cartellino rosso; nel caso possa utilizzare un materiale o uno strumento non cartellinato, il materiale cartellinato rimane dove sta, in caso contrario viene eliminato il cartellino e tale materiale torna di uso comune.
Tutti i materiali che dopo tre-sei mesi hanno ancora il cartellino rosso possono essere eliminati. In questo modo il materiale effettivamente non usato viene prima evidenziato, poi segregato e quindi eliminato. Vengono minimizzati i rischi di un "impeto delenda", ma si mantiene l'approccio di pulizia complessiva. Il tempo di residenza nel "limbo" dei materiali cartellinati può variare, ma normalmente non supera i dodici mesi.

## Esempio di applicazione nel lavoro quotidiano
Un altro piccolo esempio noto in letteratura è il seguente:
1. Guardate la vostra scrivania e contate le penne che avete, le matite, i blocchi di carta, gli evidenziatori di diversi colori... e scrivete ciò che vedete su un foglio;
2. Per ognuna di queste osservazioni pensate a cosa vi serve e scrivetelo sullo stesso foglio a lato delle osservazioni;

Tutto quello che non avete segnato è inutile, uno spreco.